# Cérvol mul
El cérvol mul (Odocoileus hemionus) és una espècie de cérvol. Deu el seu nom a les seves grans orelles, que s'assemblen a les d'un mul. És l'espècie més grossa del gènere Odocoileus i el seu hàbitat és a la part occidental de Nord-amèrica.